# Weilerswist
Weilerswist är en kommun och ort i Kreis Euskirchen i Regierungsbezirk Köln i förbundslandet Nordrhein-Westfalen i Tyskland.